# Langia
Langia is een geslacht van vlinders uit de onderfamilie Smerinthinae van de familie pijlstaarten (Sphingidae).

## Soorten
- Langia tropicus Moulds, 1983
- Langia zenzeroides formosana
- Langia zenzeroides Moore, 1872